# Spiders
Spiders är en promosingel från 1999 av den amerikanska metalgruppen System of a Down. Låten hade tidigare släppts på Demokassett 4, då under namnet "Slow", men denna version skiljer sig från den slutgiltiga versionen på så sätt att Tankians röst är mer metallisk och även att den är något längre än albumversionen. "Spiders" har varit med i filmerna Scream 3 och Screamers samt i ett avsnitt av TV-serien Daria. Låten hamnade även på plats 83 på KROQ:s Top 106.7 of 2000 och det var för övrigt med denna låt som bandet gjorde sitt första TV-framträdande, den 16 mars 2000 på Late Night with Conan O'Brien.

## Låtlista
Alla låtar är skrivna och komponerade av System of a Down, om inte annat anges. 
| Nr | Titel   | Längd |
| -- | ------- | ----- |
| 1. | Spiders | 3:35  |